# Dartz
Dartz — панк-рок гурт з Веллінгтона, Нова Зеландія, створений у 2019 році.
Музика гурту була класифікована як панк, гаражний рок, паб-рок.

## Історія
У 2019 році австралійський гурт The Chats мав гастролювати по Новій Зеландії. Вокаліст Деніел Вернон і гітарист Крістан Піанта, які були друзями і нещодавно переїхали до Веллінгтона, заради жарту запропонували вигаданому гурту Dartz зіграти на розігріві в гурту The Chats. За два тижні до концерту гурту Chats, було підтверджено, що Dartz було обрано як гурт, який буде відкривати концерт у Веллінгтоні, попри те, що на той час гурт Dartz не існував. Зрештою, Деніел Вернон і Крістан Піанта запросили Кларка Метьюза і Акопа Кука-Ларсена, і новостворений гурт Dartz швидко написав пісні для виступу на відкритті концерту гурту The Chats у Веллінгтоні.
У 2021 році гурт був номінований на APRA Silver Scroll за пісню «Bathsalts».

## Учасники гурту
- Деніел Вернон (Daniel Vernon) — вокал,
- Крістан Піанта (Christan Pianta) — гітара,
- Кларк Матеос (Clark Mathews) — бас,
- Акопа Кока-Ларсен (Hakopa Kuka-Larsen) — барабани

## Дискографія
Гурт Dartz випустив два студійних альбоми та два мініальбоми.
Їхній дебютний альбом, The Band From Wellington, New Zealand, вийшов 4 листопада 2021 року. До альбому увійшли пісні, написані для виступу на відкритті концерту гурту The Chats у Веллінгтоні.
Їхній другий альбом, Dangerous Day to Be A Cold One, був випущений 1 березня 2024 року.
У березні та у квітні альбом піднімався на перше місце в офіційному чарті альбомів Нової Зеландії.
Журнал Rolling Stone Australia відзначив «чудову дотепність, чесну розповідь і легку ансамблеву роботу» альбому.